# Actinotia
Actinotia – rodzaj motyli z rodziny sówkowatych.
Motyle o krępej budowie tułowia i odwłoka. Głowa ich cechuje się płaskim czołem. Czułki u obu płci mają formę nitkowatą. Aparat gębowy ma dobrze wykształconą ssawkę. Skrzydła przedniej pary są dość wąskie. Odnóża przedniej pary mają golenie pozbawione kolców. Genitalia samca mają wyrostek na walwie mniej lub bardziej zredukowany. Kukulus jest wyraźnie wydzielony od pozostałej części walwy. U samicy występuje stosunkowo nieduża torebka kopulacyjna.
Owady te występują w krainach: palearktycznej, orientalnej i madagaskarskiej. Europę zamieszkują dwa gatunki, spośród których tylko cmucha przejrzysta znana jest z Polski. Gąsienice gatunków europejskich żerują na dziurawcach i tragankach.
Takson ten wprowadzony został w 1821 roku przez Jacoba Hübnera. Gatunkiem typowym wyznaczono Phalaena perspicillaris, obecny synonim Actinotia polyodon. Do rodzaju należy 9 opisanych gatunków:
- Actinotia australis Holloway, 1989
- Actinotia bicornuta Gyulai, Ronkay & Ronkay, 2014
- Actinotia conjuncta (Püngeler, 1900)
- Actinotia gnorima (Püngeler, 1907)
- Actinotia intermediata (Bremer, 1861)
- Actinotia polyodon (Clerck, 1759) – cmucha przejrzysta, przydrożnica dziurawcówka
- Actinotia radiosa (Esper, 1804)
- Actinotia stevenswani Hreblay, Peregovits & Ronkay, 1999
- Actinotia vadoni (Viette, 1965)